# Atkinson (Karolina Północna)
Atkinson – miasto w Stanach Zjednoczonych, w stanie Karolina Północna, w hrabstwie Pender.